# Dobrá Voda u Pacova
Dobrá Voda u Pacova (německy Gutwasser) je obec v jihozápadní části okresu Pelhřimov v Kraji Vysočina. Leží v nadmořské výšce 622 m. Žije zde 108 obyvatel.

## Historie
První písemná zmínka o obci pochází z roku 1318.

## Obyvatelstvo
| Rok            | 1869 | 1880 | 1890 | 1900 | 1910 | 1921 | 1930 | 1950 | 1961 | 1970 | 1980 | 1991 | 2001 | 2011 | 2021 |
| -------------- | ---- | ---- | ---- | ---- | ---- | ---- | ---- | ---- | ---- | ---- | ---- | ---- | ---- | ---- | ---- |
| Počet obyvatel | 256  | 231  | 247  | 250  | 235  | 239  | 201  | 130  | 108  | 117  | 94   | 89   | 80   | 80   | 89   |
| Počet domů     | 29   | 29   | 30   | 31   | 32   | 31   | 34   | 34   | 28   | 26   | 24   | 35   | 35   | 33   | 34   |

## Obecní správa a politika
Mezi lety 1869–1975 Dobrá Voda u Pacova byla obcí v okrese Pelhřimov (1869–1930), poté v okrese Pacov (1950) a později v okrese Pelhřimov. Od 1. ledna 1976 do 23. listopadu 1990 patřila jako část obce ke Kameni a od 24. listopadu 1990 je opět samostatnou obcí.

### Obecní symboly
Znak a vlajka byly obci uděleny rozhodnutím předsedy Poslanecké sněmovny Parlamentu České republiky dne 12. května 2016.

### Politika
V letech 2006–2010 působil jako starosta Ivan Pučálek, od roku 2010 tuto funkci zastává Miloslav Matěj Zíka.

## Pamětihodnosti
Nejstarší kulturní památkou obce je kaplička postavená v roce 1885 na místě původní dřevěné zvonice. Zvon ve věžičce nese letopočet 1776. Vždy jedenkrát v roce, o pouti na svátek Nejsvětější trojice, je v kapličce sloužena mše.